# 法泰哈巴德
法泰哈巴德（Fatehabad），是印度哈里亚纳邦Fatehabad县的一个城镇。总人口59863（2001年）。

## 人口
该地2001年总人口59863人，其中男性31953人，女性27910人；0—6岁人口8417人，其中男4729人，女3688人；识字率65.75%，其中男性为70.90%，女性为59.85%。